# The Royal American Tour '75
The Royal American Tour '75 es un bootleg en vivo de la banda británica Queen. Publicado originalmente en 1975 en los Estados Unidos. Es uno de los primeros bootlegs de la banda.
Fue grabado en el Santa Monica Civic Auditorium en Santa Mónica, California el 29 de marzo de 1975 durante la gira de Sheer Heart Attack.
Este álbum también es conocido como uno de "los primeros bootlegs de la banda".

## Lista de canciones
Todas las canciones escritas por Freddie Mercury, excepto donde está anotado. 
| Lado uno |                                |          |  |
| N.º      | Título                         | Duración |  |
| 1.       | «Flick of the Wrist»           |          |  |
| 2.       | «In the Lap of the Gods»       |          |  |
| 3.       | «Killer Queen»                 |          |  |
| 4.       | «The March of the Black Queen» |          |  |
| 5.       | «Bring Back That Leroy Brown»  |          |  |
| 6.       | «Son and Daughter» (May)       |          |  |

| Lado dos |                                       |          |  |
| N.º      | Título                                | Duración |  |
| 1.       | «Keep Yourself Alive» (May)           |          |  |
| 2.       | «Stone Cold Crazy» (Queen)            |          |  |
| 3.       | «Liar»                                |          |  |
| 4.       | «Big Spender» (Coleman, Fields)       |          |  |
| 5.       | «Modern Times Rock 'n' Roll» (Taylor) |          |  |
| 6.       | «Jailhouse Rock» (Leiber, Stoller)    |          |  |

## Canciones omitidas
- "Procession"
- "Now I'm Here"
- "Ogre Battle"
- "Father to Son"
- "White Queen (As It Began)"